# Spalacopsis spinipennis
Spalacopsis spinipennis är en skalbaggsart som beskrevs av Fisher 1936. Spalacopsis spinipennis ingår i släktet Spalacopsis och familjen långhorningar.
Artens utbredningsområde är Kuba. Inga underarter finns listade i Catalogue of Life.